# گلچین (آلبوم)
گلچین یک از آلبومهای محمد اصفهانی می‌باشد که نسخه اصلی این آلبوم دارای ۹ قطعه می‌باشد و در سال ۱۳۷۶ توسط شرکت فرهنگی هنری سروش با آهنگسازی کسانی چون محمد میرزمانی، فریدون شهبازیان، شهریار فریوسفی و مجید اخشابی منتشر شد.

## قطعات
نسخه اورجینال این آلبوم دارای ۹ قطعه می‌باشد.
فرصت بدرود
- شعر :حافظ و قیصر امین پور
- آهنگساز: فریدون شهبازیان
- تنظیم: فریدون شهبازیان

فریاد تنهایی (امام علی)
- شعر :سپیده کاشانی
- آهنگساز: علی بکان
- تنظیم کننده: علی بکان

وقت سحر (بر اساس آواز بیات ترک)
- شعر: حافظ
- آهنگسازی: مجید اخشابی
- تنظیم کننده: مجید اخشابی

به تو می‌اندیشم (بر اساس آواز بیات اصفهان)
- شعر :فریدون مشیری
- آهنگساز : شهریار فریوسفی، منوچهر بیگلری
- تنظیم‌کننده :منوچهر بیگلری

نوگل نینوا
- شعر :حسان
- تنظیم‌کننده :فریدون شهبازیان
- آهنگساز: فریدون شهبازیان

سوگ حیدر
- شعر: احمد عزیزی
- آهنگساز: علی بکان
- تنظیم کننده: علی بکان

سقای تشنگان
- شعر: حسان
- آهنگساز: محمد میرزمانی
- تنظیم کننده: محمد میرزمانی

سر افرازی
- شعر :سهیل محمودی
- آهنگساز: فریدون شهبازیان
- تنظیم کننده: فریدون شهبازیان

فرصت بدرود (بی کلام)
- آهنگساز: فریدون شهبازیان
- تنظیم کننده: فریدون شهبازیان